# دهستان یزدان
دهستان یزدان دهستانی است در بخش قوچان عتیق شهرستان قوچان در استان خراسان رضوی ایران. این دهستان در تاریخ ۲۶ آذر ۱۳۹۹ ایجاد شد. مرکز آن روستای یزدان‌آباد سفلی است.